# Eurypteryx
Eurypteryx là một chi bướm đêm thuộc họ Sphingidae.

## Các loài
- Eurypteryx alleni - Hogenes & Treadaway, 1993
  - Eurypteryx alleni gigas - Haxaire, 2010
- Eurypteryx bhaga - (Moore, 1866)
- Eurypteryx dianae - Brechlin, 2006
- Eurypteryx falcata - Gehlen, 1922
- Eurypteryx geoffreyi - Cadiou & Kitching, 1990
- Eurypteryx molucca - Felder, 1874
- Eurypteryx obtruncata - Rothschild & Jordan, 1903
- Eurypteryx shelfordi - Rothschild & Jordan, 1903

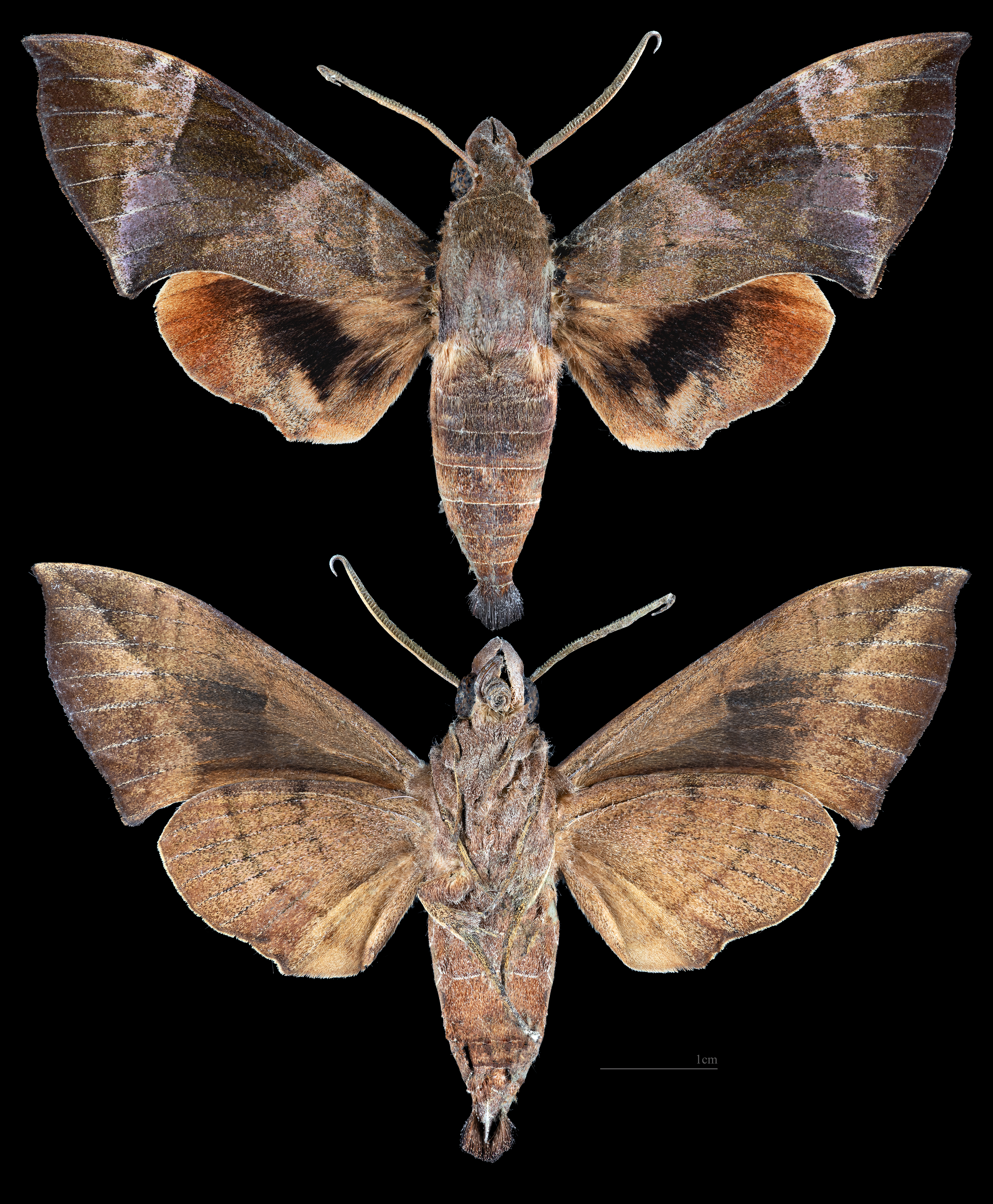
Eurypteryx alleni
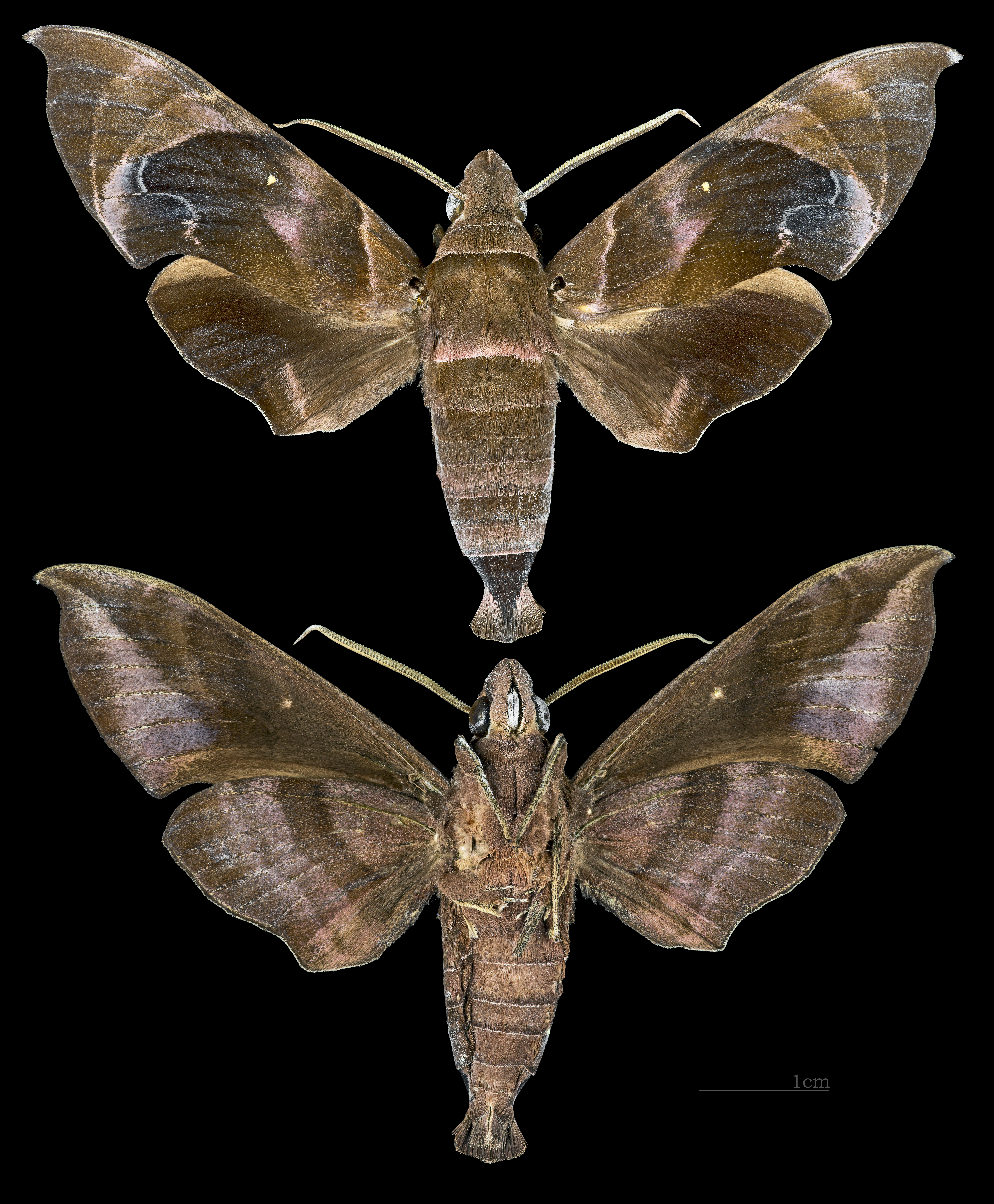
Eurypteryx bhaga
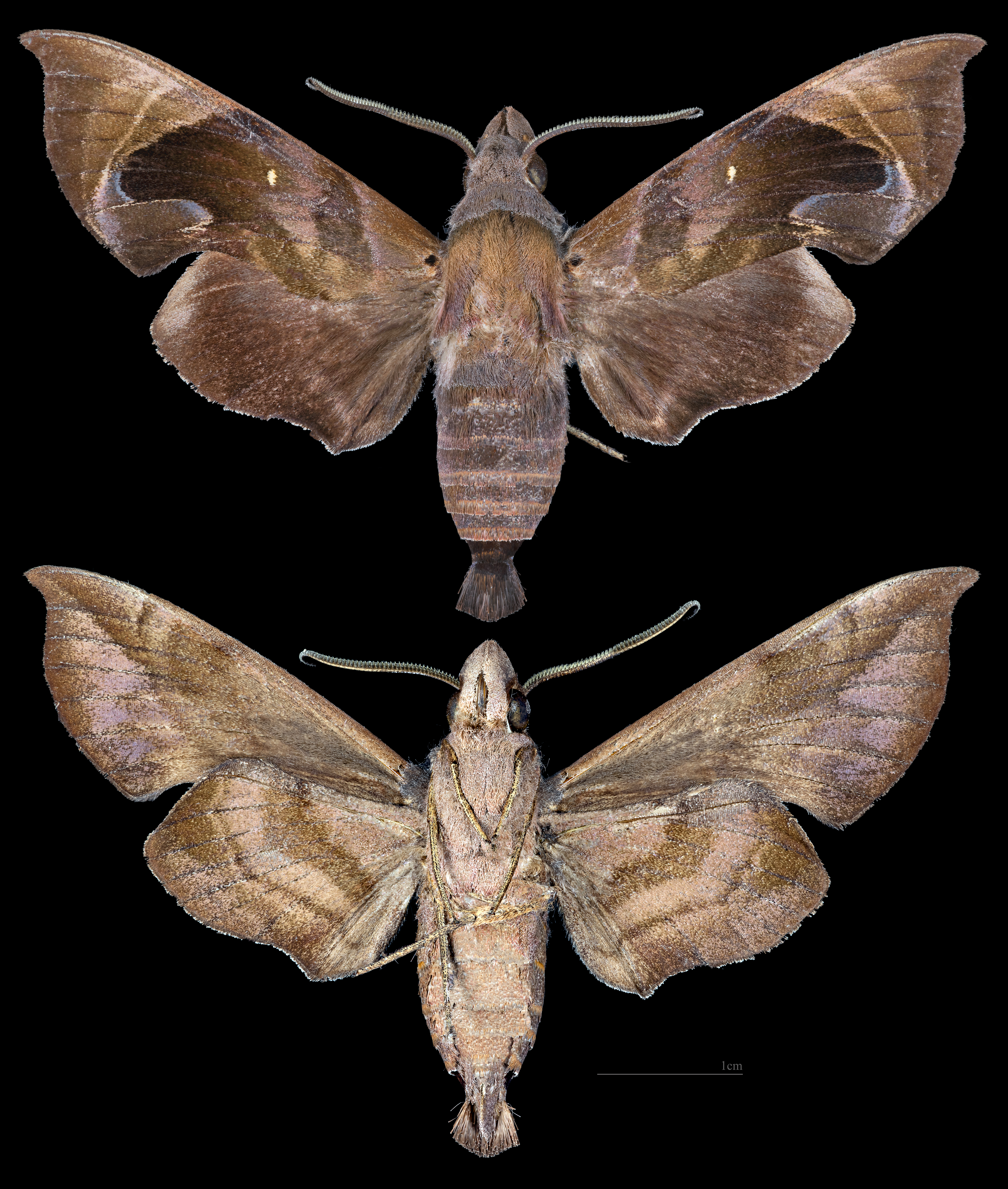
Eurypteryx obtruncata